# Шакур Стивънсън
Аш-Шакур Стивънсън (известен като Шакур Стивънсън) с прякор „Захар“ е американски професионален боксьор. Той е бивш световен шампион в две тегловни категории, като е държал титлата в категория перо на WBO от 2019 до 2020 г., титлата в категория перо на WBO от 2021 до 2022 г. и титлите в категория перо на WBC и The Ring през 2022 г. Като аматьор той представлява Съединените щати на Летните олимпийски игри през 2016 г., печелейки сребърен медал в категория петел. Към юни 2022 г. той е класиран като най-добрия в света активен боксьор в категория супер перо от Transnational Boxing Rankings Board, BoxRec и ESPN.

## Професионален рекорд
| Професионален боксов рекорд (към юли 2023 г.) |           |          |
| 20 мача                                       | 20 победи | 0 загуби |
| Нокаут                                        | 10        | 0        |
| Съдийско решение                              | 10        | 0        |